# Roderick Duncan McKenzie

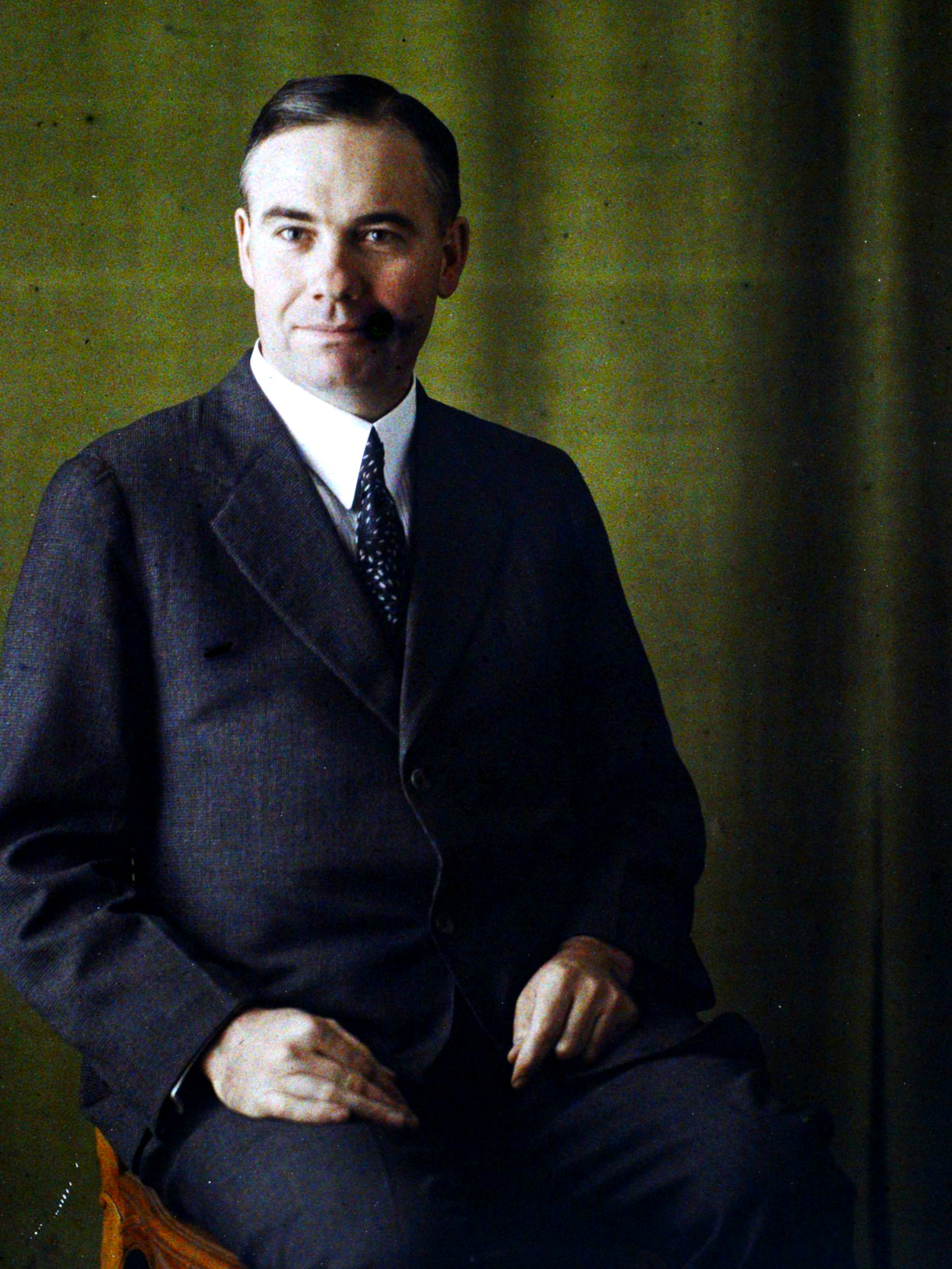
Roderick Duncan McKenzie (1926)

Roderick Duncan McKenzie (* 3. Februar 1885 in Carman, Manitoba; † 6. Mai 1940) war ein kanadischer Soziologe, der zu den Vertretern der Chicagoer Schule der Soziologie zählt.
Nach dem Studium und kurzer Lehrtätigkeit an der Universität von Manitoba wechselte McKenzie 1913 an die Universität von Chicago, wo er Soziologie studierte und 1920 mit einer stadtsoziologischen Dissertation promoviert wurde. 1925 gab er gemeinsam mit Robert E. Park und Ernest Burgess
den programmatischen Sammelband zur Stadtsoziologie der Chicago-Schule heraus.
McKenzie lehrte als Professor für Soziologie an der Universität von Washington und der Universität Michigan. Mit seinen Ableitungen aus der Botanik gehört er zu den Begründern der Sozialökologie.
Schüler, Mitarbeiter und dann sein Nachfolger als Professor in Michigan war Amos Henry Hawley.